# Esther Oosterbeek
Esther Rosita Oosterbeek (Haarlem, 2 september 1959) is een Nederlandse voormalige zangeres, voornamelijk bekend van de Dolly Dots. Sinds 1998 is zij visagist.
Oosterbeek werd geboren in een gezin met een broer en een zusje. Na een opleiding aan de LEAO in Haarlem werd ze technisch inkoop-assistente bij een baggermaatschappij. Haar muzikale carrière begon aanvankelijk als lid van de groep The Surfers. Zij scoorden in 1978 een hit in de destijds drie hitlijsten op de nationale publieke popzender Hilversum 3; (de Nederlandse Top 40, Nationale Hitparade en de TROS Top 50) met "Windsurfin'". Ook werd ze danseres in het TROS popprogramma op televisie (Nederland 2) Rock Planet / TROS Top 50, maar ze werd uiteindelijk vooral bekend als een van de zangeressen uit de Dolly Dots. 
Na het uiteenvallen van de groep in 1988 besloot Oosterbeek bij de artiestenwereld betrokken te blijven. Aanvankelijk probeerde ze dit door het ontwerpen van kleding en het doen van styling, maar uiteindelijk bleek het werken als visagiste haar het best te liggen. Ze is werkzaam als visagiste van een breed scala aan bekende en minder bekende Nederlanders.  Ook is ze jaren een vaste visagiste van De Toppers. In 2016 kwamen de Dots weer eenmalig bij elkaar om op 13, 14 en 15 mei 2016 een gastoptreden te geven bij De Toppers in de Amsterdam Arena.
In juli 2005 werd Oosterbeek tijdens het waterskiën getroffen door een hersenbloeding waarvan ze volledig herstelde. Ze woont in Amsterdam-Zuid en heeft een beautysalon in IJburg. In 2018 was Oosterbeek samen met Anita Heilker te zien in het RTL 5-programma De slechtste chauffeur van Nederland VIPS.
In 2019 was Oosterbeek te zien als een van de 100-koppige jury in het televisieprogramma All Together Now. In 2021 deed Oosterbeek mee aan De Alleskunner VIPS op SBS6.

## Discografie
- International Standard Name Identifier: 0000 0001 3085 1410
- MusicBrainz: 34a6e527-c533-47c6-83a9-6ef852aff556
- Nederlandse Thesaurus van Auteursnamen: 073139513
- Virtual International Authority File: 288450867
- WorldCat: E39PBJrm6QqDBRpY8BCJpXJxDq